# Tenuta Cacciabella

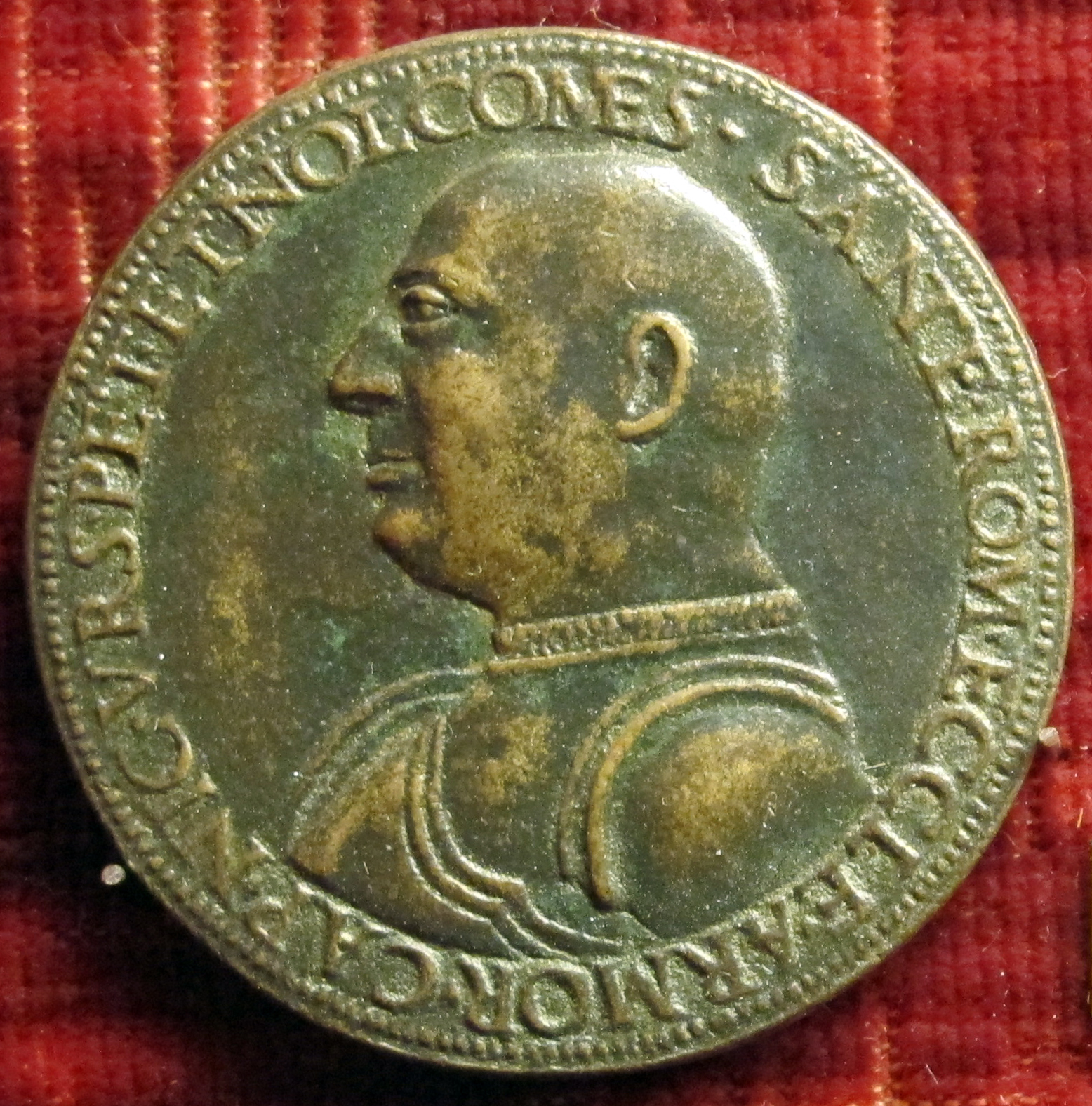
Caradosso, medaglia di Niccolò Orsini, recto.

La tenuta Cacciabella è una storica corte lombarda di Asola, in provincia di Mantova.

## Storia
Fu edificata probabilmente alla fine del XV secolo e venne acquistata dal condottiero della Serenissima Niccolò Orsini, conte di Pitigliano e conte di Nola, che si aggiunse alle altre proprietà che deteneva nella zona: corte Castello a Casalmoro e palazzo Orsini  di Ghedi.
Era una proprietà molto estesa, che includeva anche terreni vicini a Casalmoro ed era composta da aree coltivabili, mulini, corsi d'acqua e fabbricati come stalle ed edifici rurali di abitazione. Nel 1505 la proprietà venne donata dall'Orsini alla seconda moglie, Guglielmina. Dopo la morte di Niccolò Orsini nel 1510, i suoi beni, tra i quali Cacciabella, furono devoluti a Guillaume Gouffier de Bonnivet, comandante dell'esercito francese di Luigi XII. Nel 1515 Cacciabella venne rivendicata dagli eredi di Niccolò Orsini quando Venezia ritornò in possesso di quelle terre, ma il doge Leonardo Loredan riconfermò il possesso al Bonnivet, forse per fare cosa gradita al re di Francia allegato a quel tempo coi veneziani. Usciti di scena gli Orsini, Cacciabella divenne proprietà di Enrico Gouffier de Bonnivet e quindi ai figli Francesco e Marco (1589). 
Nel 1601 Sebastiano Zametti, favorito del re di Francia, divenne proprietario della tenuta ed in seguito pervenne alle famiglie bresciane Avogadro e Fenaroli nel 1747.
Accanto alla tenuta sorge l'oratorio dedicato a Sant'Antonio da Padova.